# أبسي (إسبانيا)

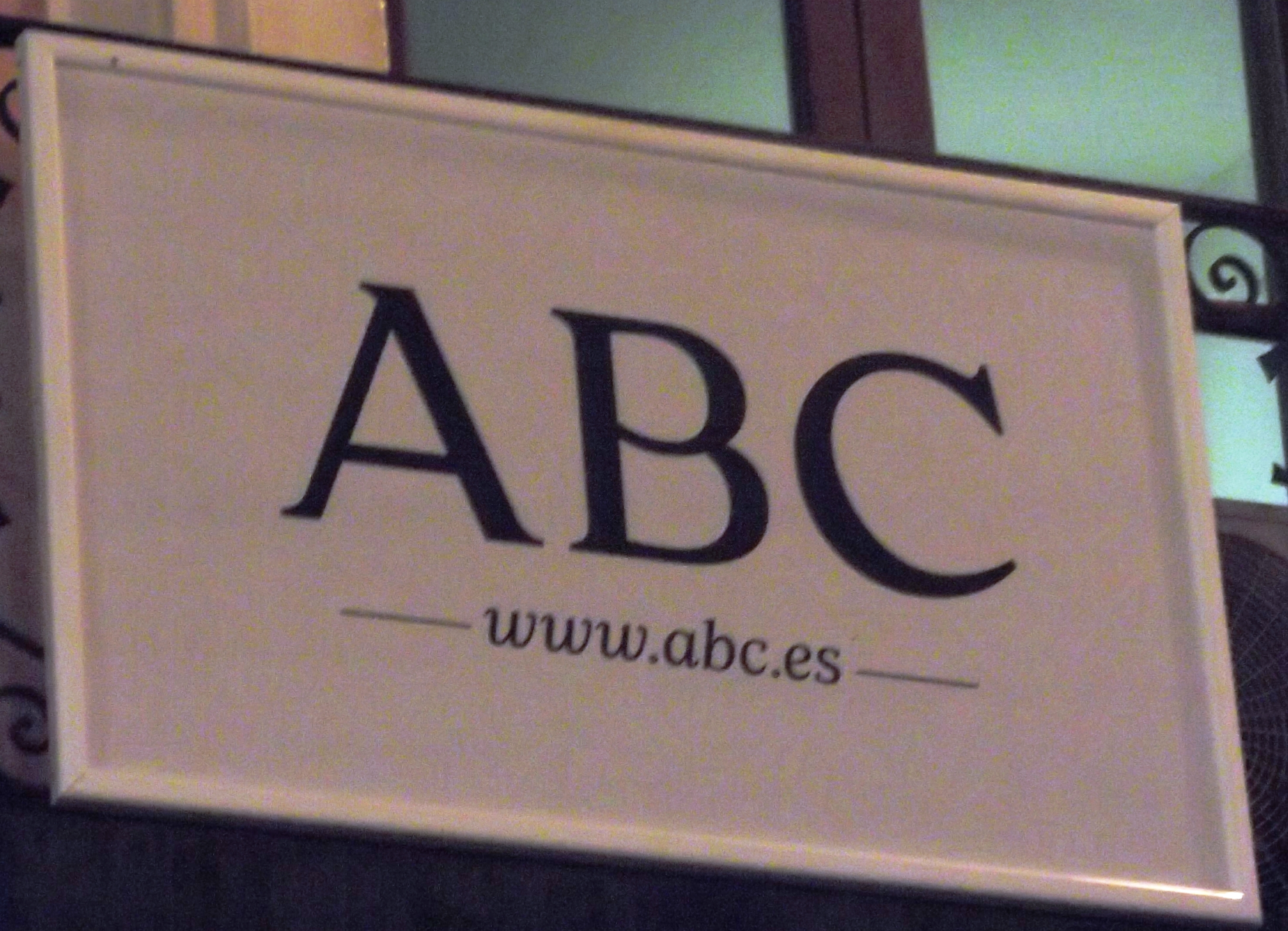
مقر صحيفة أبسي الإسبانية في طليطلة.

دياريو أبسي (بالإسبانية:ABC) هي صحيفة يومية إسبانية محافظة وملكانية باللغة الإسبانية، تصدر في مدريد. تأسست الصحيفة في 1 يناير 1903 من طرف توركواتو لوكا دي تينا والفاريز - أوسوريو، وكانت آنذاك صحيفة أسبوعية، ثم أصحبت تصدر مرتين في الأسبوع ابتداءً من شهر يونيو عام 1903. ومنذ 1 يونيو 1905 أصبحت تصدر بشكل يومي. إلى جانب الطبعة الرئيسية تُصدر الصحيفة طبعات جهوية إلى كل من مدريد، فالينسيا، كاتالونيا، كاستيا وليون، منطقة جزر الكناري، منطقة جليقية. وأيضا طبعة دولية تُنشر في بروكسل.

## وصلات خارجية
- أبسي على موقع الموسوعة البريطانية (الإنجليزية)
- موقع الصحيفة (باللغة الإسبانية)